# Rhabdamia gracilis
Rhabdamia gracilis és una espècie de peix pertanyent a la família dels apogònids.

## Descripció
- Pot arribar a fer 6 cm de llargària màxima.
- 7 espines i 9 radis tous a l'aleta dorsal i 2 espines i 12-13 radis tous a l'anal.
- És de color blanc o rosat translúcid, platejat al cap i a l'abdomen.[6]

## Depredadors
A Austràlia és depredat per Synodus englemani.

## Hàbitat
És un peix marí, associat als esculls costaners i de clima tropical (32°N-12°S) que viu entre 3 i 13 m de fondària entre els coralls i les roques de les llacunes.

## Distribució geogràfica
Es troba des de l'Àfrica oriental fins a les illes Marshall, Nova Guinea, el Japó i el nord d'Austràlia, incloent-hi el mar d'Arafura.

## Observacions
És inofensiu per als humans.